# Hall (Mondkrater)
Hall ist ein Einschlagkrater auf der nordöstlichen Mondvorderseite.
Er liegt nördlich von G. Bond in der Ebene des Lacus Somniorum.
Er ist sehr stark erodiert und vor allem im Süden und Westen ist der Kraterwall völlig verschwunden.
Im Westen verläuft die Mondrille Rima G. Bond.
| Buchstabe | Position           | Durchmesser | Link |
| --------- | ------------------ | ----------- | ---- |
| C         | 34,68° N, 35,86° O | 6 km        |      |
| J         | 35,45° N, 36,88° O | 8 km        |      |
| K         | 35,55° N, 34,24° O | 7 km        |      |
| X         | 35,68° N, 37,81° O | 4 km        |      |
| Y         | 36,32° N, 36,92° O | 4 km        |      |

Der Krater wurde 1935 von der IAU nach dem amerikanischen Astronomen Asaph Hall offiziell benannt.